# Anastazije IV.
Anastazije IV., papa od 8. srpnja 1153. do 3. prosinca 1154. godine.

## Životopis
Rodio se kao Corrado della Suburra u Rimu, otprilike 1073. godine, kao sin Benedictusa de Suburre. U vrijeme njegova izbora za papu, u srpnju 1153., bio je dekan kardinalskog zbora, a vjerojatno i najstariji član tog tijela. Papa Anastazije IV. umro je 3. prosinca 1154. i naslijedio ga je kardinal Nikola Albana - Hadrijan IV. Bulom "Licet universalis Ecclesiae Pastor" od 17. listopada 1154. papa Anastazije IV. uzvisuje zadarsku Crkvu na nadbiskupiju i metropoliju "da ne bi nedostajala briga metropolita onima koji su ostali slobodni od ugarske vlasti".